# Giovanni Paolo Panini
Giovanni Paolo Panini (ou Giampaolo Panini) (né à Plaisance en Émilie-Romagne le 17 juin 1691 et mort à Rome le 21 octobre 1765) est un peintre baroque italien.
Formé par les meilleurs spécialistes de la perspective, les Bibiena, Giovanni Paolo Panini commence sa carrière en se consacrant à la décoration de palais avec des trompe-l'œil, mais acquiert l'essentiel de sa gloire par ses vedute et ses capricci, vues imaginaires de ruines antiques.

## Biographie
Jeune homme, Panini est formé dans sa ville natale de Plaisance, par Giuseppe Natali et Andrea Galluzzi, et plus tard, par le scénographe Francesco Galli-Bibiena. En 1711, il s'installe à Rome, où il étudie le dessin avec Benedetto Luti. Il y devient célèbre en tant que décorateur de palais, par exemple la Villa Patrizi (1719-1725), le Palazzo de Carolis (1720) et le Séminaire romain (1721-1722). En 1719, Panini est admis à la Congregazione dei Virtuosi.
Quand le cardinal Melchior de Polignac, ambassadeur de France à Rome lui commande un tableau peignant les festivités qui célèbrent la naissance du fils de Louis XV, il crée un véritable genre en élevant la thématique des célébrations. Il est sollicité ensuite par le Cardinal de La Rochefoucauld, chargé d'affaires auprès du Saint-Siège, à l'occasion des fêtes qui célèbrent les noces du dauphin avec Marie-Josèphe de Saxe.
Il a enseigné à Rome à l'Académie Saint-Luc de Rome et à l'Académie de France, où il a influencé Fragonard. En 1754, il est élu prince de l'Académie de Saint-Luc. Panini meurt à Rome le 21 octobre 1765.
C'est sans doute de son ami et protecteur François-Caude de Montboissier, abbé de Canillac, chargé des affaires de France à Rome qu'il reçoit la commande de la Galerie des vues de la Rome antique et de son pendant la Galerie de vues de la Rome moderne qui offrent au spectateurs des "musées imaginaires".
En tant que peintre, Panini est surtout connu pour ses vues de Rome, dans lesquelles il montre un intérêt particulier pour les antiquités de la ville. Parmi ses œuvres les plus célèbres, on compte les vues du Panthéon, et ses peintures de vedute et de galeries des vues de Rome. La plupart de ses œuvres, spécialement celles de ruines, traduisent la fantaisie, le goût pour l'irréel et l'imaginaire de ce peintre. Cela est une caractéristique importante de cet artiste appelé à glorifier le goût du « capriccio ». Panini a également peint des portraits, dont un du pape Benoît XIV.
Son style a influencé un certain nombre de védutistes, comme son élève Antonio Joli, ainsi que Canaletto, Hubert Robert et Bernardo Bellotto.
Le musée du Louvre possède plusieurs tableaux de premier ordre de Panini.
Ses fils Francesco (1745-1812) et Giuseppe Pannini (en) (1720-1812) sont aussi peintres.

## Œuvres

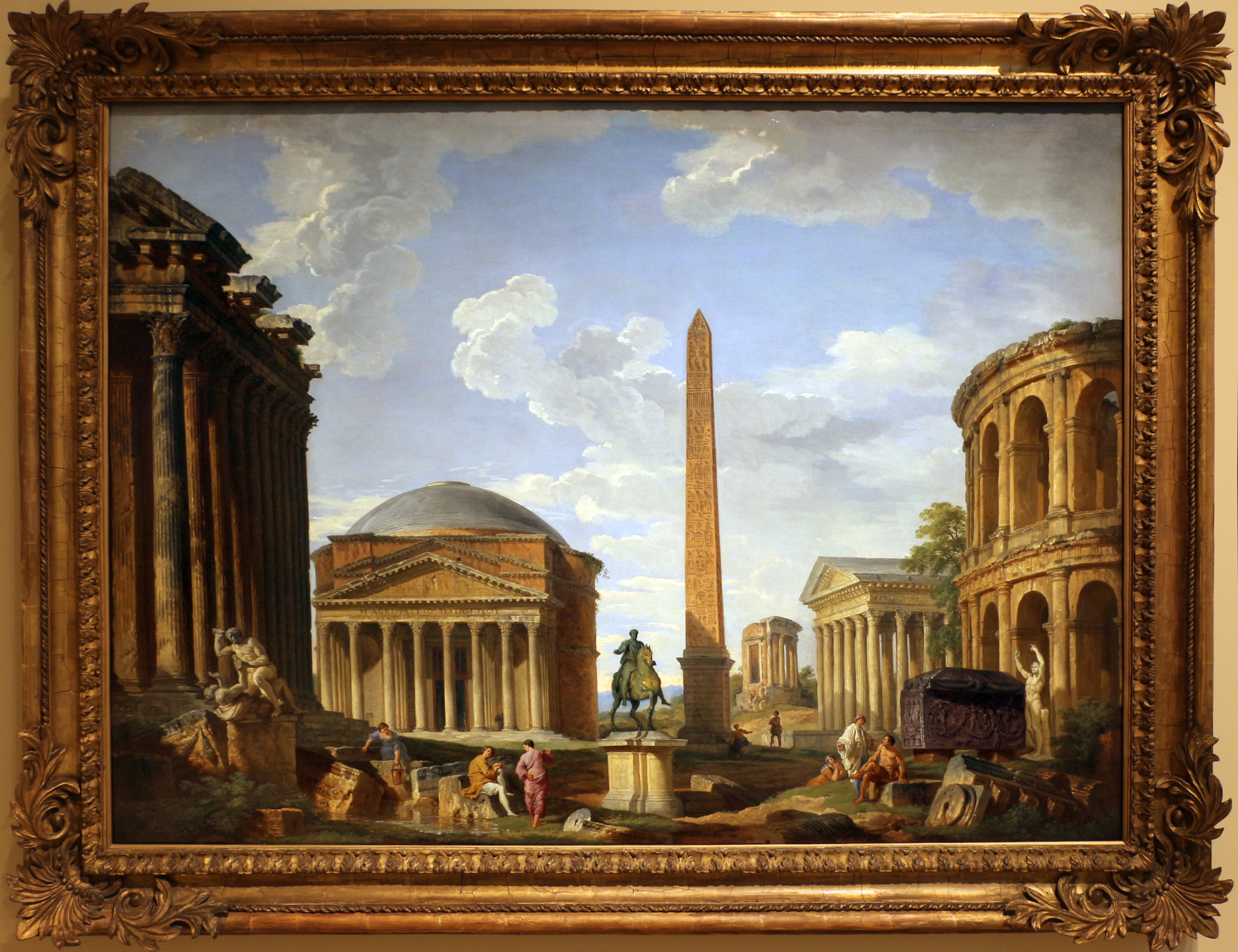
Caprice romain (1735) Indianapolis Museum of Art
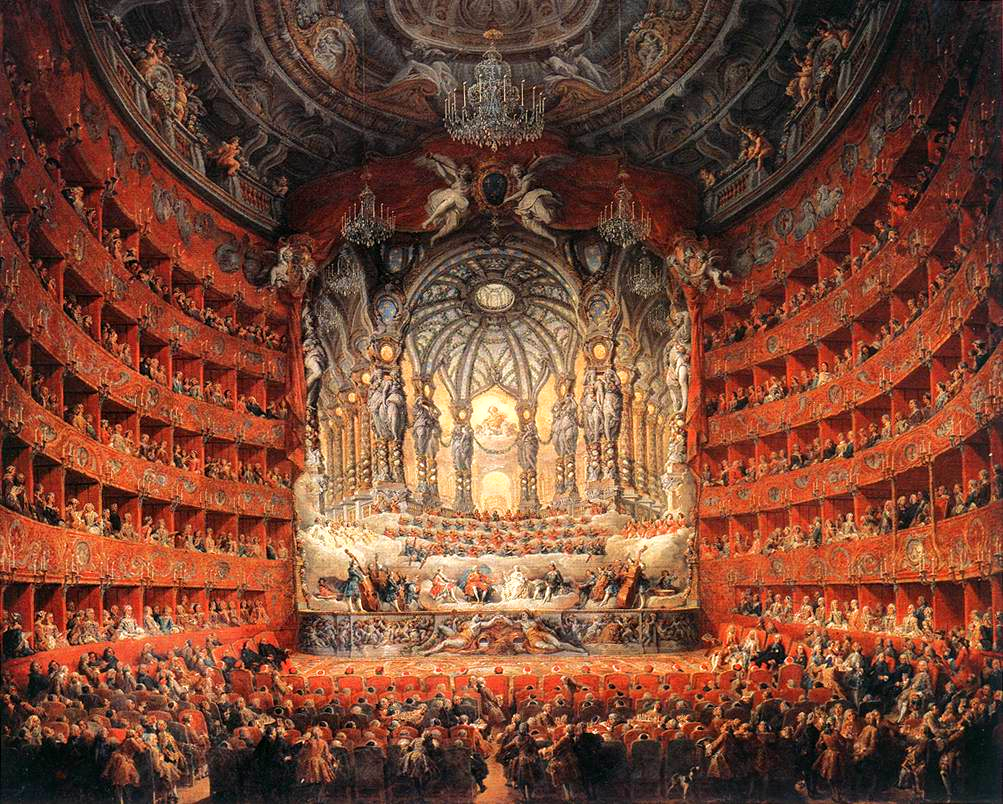
Fête musicale donnée par le cardinal de La Rochefoucauld pour le mariage du Dauphin (1747) Musée du Louvre
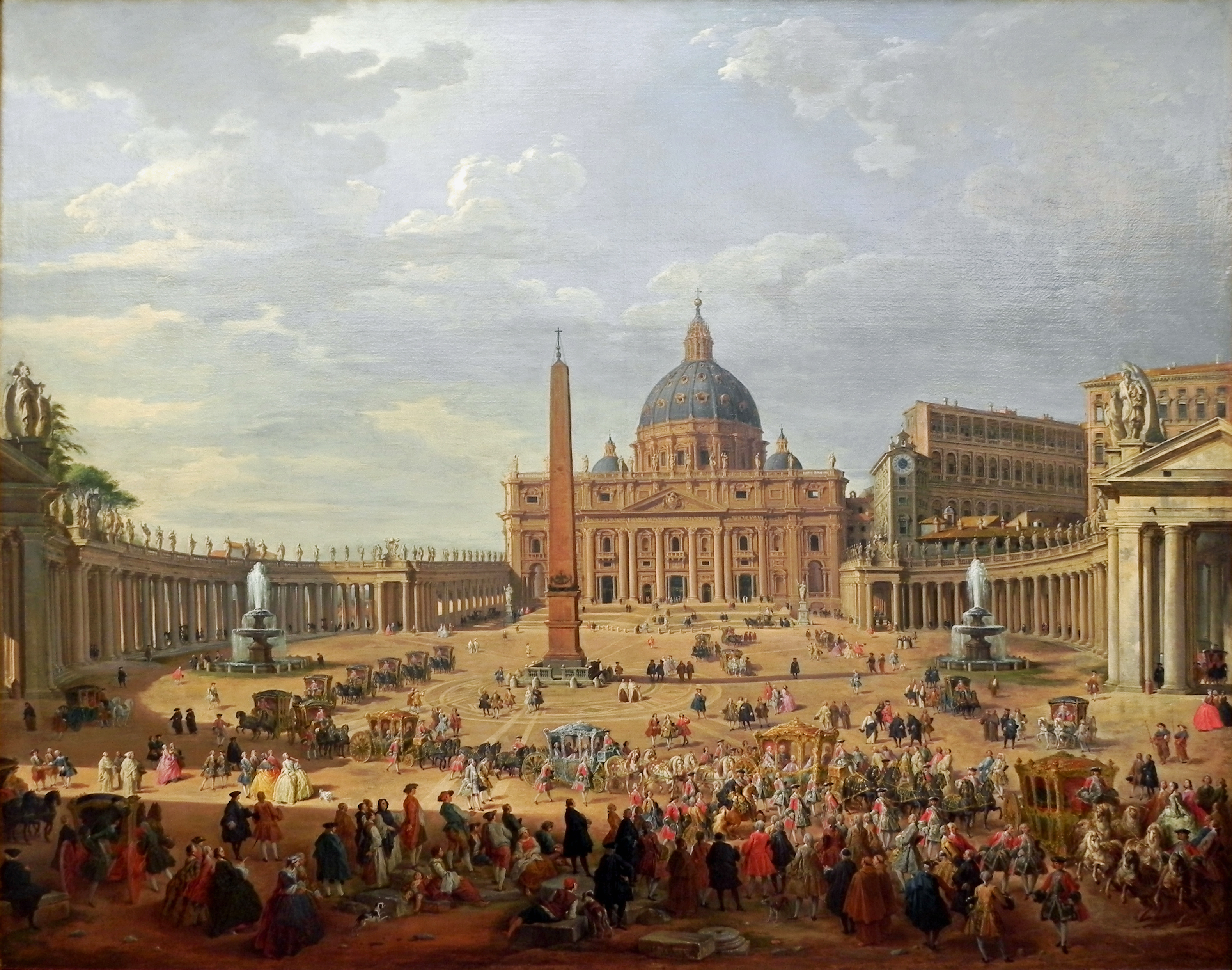
Le Départ du duc de Choiseul de la place Saint-Pierre (1754)